# Piatra Craiului
De Piatra Craiului (Duits: Königstein) is een gebergte in de Zuidelijke Karpaten in Roemenië. Het is tevens een nationaal park.
De Piatra Craiului bestaat uit een smalle kalkrug van ongeveer 25 kilometer lang. De bergrug is noordwest-zuidoost georiënteerd en ligt tussen het Făgărașgebergte en het Bucegigebergte. Aan de zuidkant ligt het lagere Leaota gebergte. Aan de noordkant dalen de flanken direct af naar het Zevenburgs Plateau. De hoogste top heet La Om en heeft een hoogte van 2238 meter.

## Flora en fauna
De eerste onderzoeken naar planten en vegetatie vonden al plaats in de 17e eeuw. In 2000 werden in het kader van een uitgebreid onderzoek door het Nationaal Park Piatra Craiului nog 26 nieuwe soorten gevonden. Er zijn 1108 soorten en ondersoorten van planten bekend. Dit is 30% van het totaal aantal in Roemenië.
De Garofița Pietrei Craiului een berganjer die alleen in dit gebergte voorkomt is het symbool voor het gelijknamige nationaal park. 48 van de 53 in Roemenië aanwezige orchideen soorten kan men hier vinden. De hoogste pieken liggen in de Alpiene zone.
Van de ongewervelde dieren komen er 35 alleen in dit gebergte voor (endemisch). Een van de 216 soorten ontdekte vlinders is het in Europa bijna verdwenen tijmblauwtje.
Er zijn 108 soorten vogels bekend waarvan er 50 beschermd zijn. Het aantal roofvogels is vergeleken met de omliggende bergmassieven laag.
Bij de kleine zoogdieren vindt men 18 soorten vleermuizen die huizen in de vele grotten.
De grote zoogdieren worden onder andere vertegenwoordigd door de bruine beer, karpatengems, edelhert, wild zwijn, lynx, vos en wolf. Deze dieren verspreiden zich via corridors naar het nabijgelegen Bucegigebergte.

## Geologie
De structuur van het gebergte verschilt sterk van de omliggende gebergtegroepen. De eerste wetenschappelijke geologische onderzoeken vonden plaats in 1863. In 1907 typeerde de Franse geograaf Emannuel de Martonne het gebergte als 'een groot morfolgisch ongeluk'.
Op de kristallijne Schistlaag ligt een kalklaag met een dikte van 300 meter in het zuiden tot 1000 meter in het noorden. De kalklaag domineert 40% van het gebergte. De bijhorende karstverschijnselen komen tot uiting in diepe bergkloven in het noordwesten, steile ravijnen, 600 ondiepe grotten en 15 diepe verticale grotten. Een hiervan is met 540 meter verticaal de diepste van Roemenië.
Met name in het noorden van de keten is het kalkgesteente sterk gelaagd. De hoek van de lagen loopt van 30-40 graden in het zuiden naar verticaal in het noorden.

## Economie
De vlakkere delen van het massief aan de noord- en westkant zijn vanaf de 17e eeuw, toen migratie uit Brașov op gang kwam, veelal ontdaan van bebossing en in gebruik als weides.
20% van de bossen is in handen van de staat; de rest is privé-eigendom. Het gevaar van illegale ontbossing is groot.
In het zuiden is met name in Rucăr en het nabijgelegen Câmpulung de houtindustrie de belangrijkste bron van inkomsten.
Zărneşti is de meest geïndustrialiseerde gemeente in de Piatra Craiului. Door de economische crisis is de werkloosheid er hoog.

### Toerisme
Het Plattelandstoerisme is het meest ontwikkeld in het oosten en zuiden. Het toeristisch potentieel van het gebied is groot maar nog weinig benut. Er zijn weinig statistieken bekend. Circa 110.000 mensen bezoeken jaarlijks het Nationaal Park. De helft van hen deed dat met tenten deels buiten de officiële kampeerterreinen. Een derde overnachtte in een van de berghutten en bivaks op de berg. De rest vond plaats in een pension of hotel. Slechts 4% van de bezoekers kwam uit het buitenland.
Het gebied is geschikt voor activiteiten als wandelen, mountainbiken en rotsklimmen. Het is goed ontsloten met toegangen van uit het noorden (Zarnesti) en het zuiden (Podu Dâmboviței).

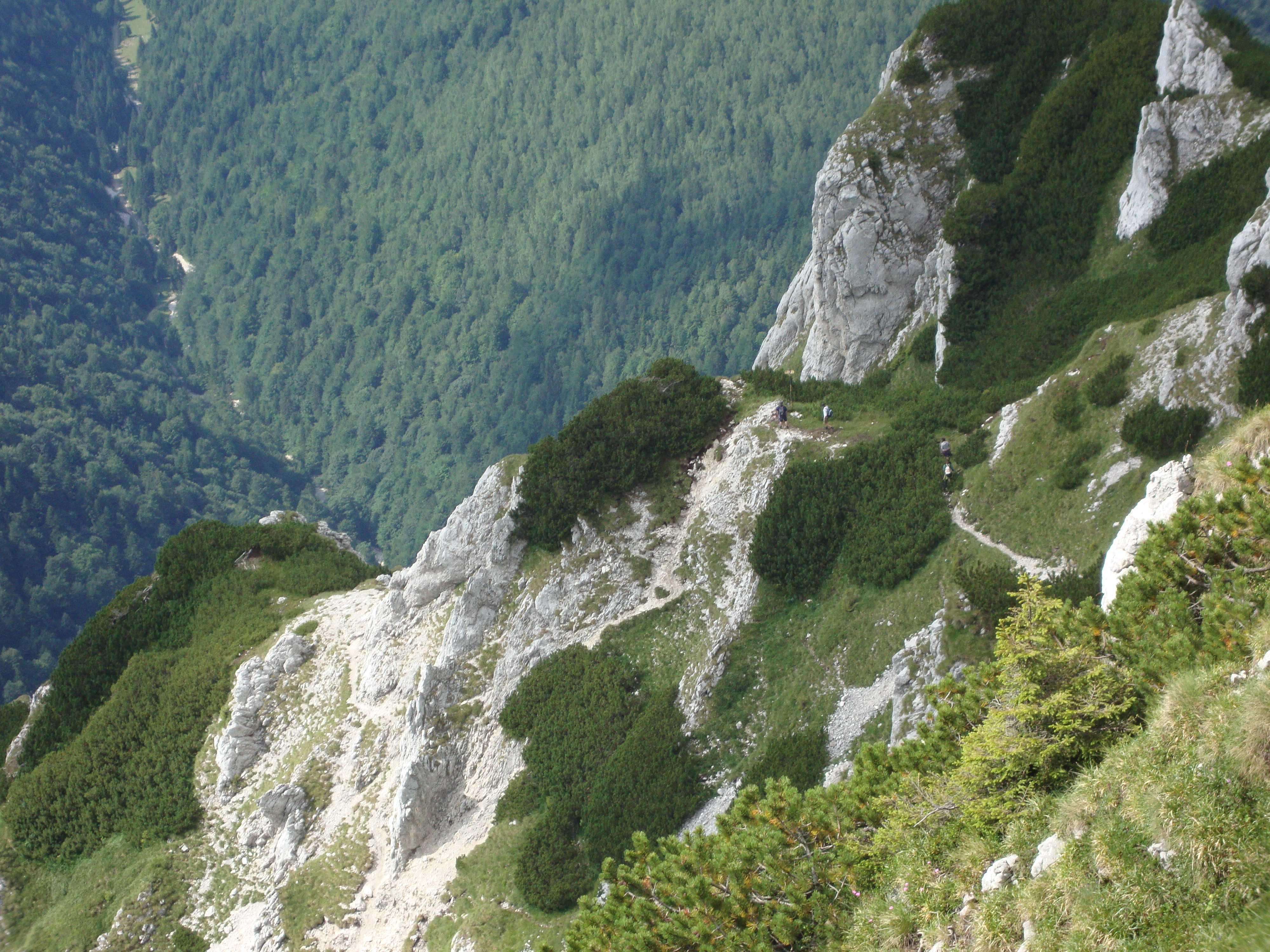
Afdaling
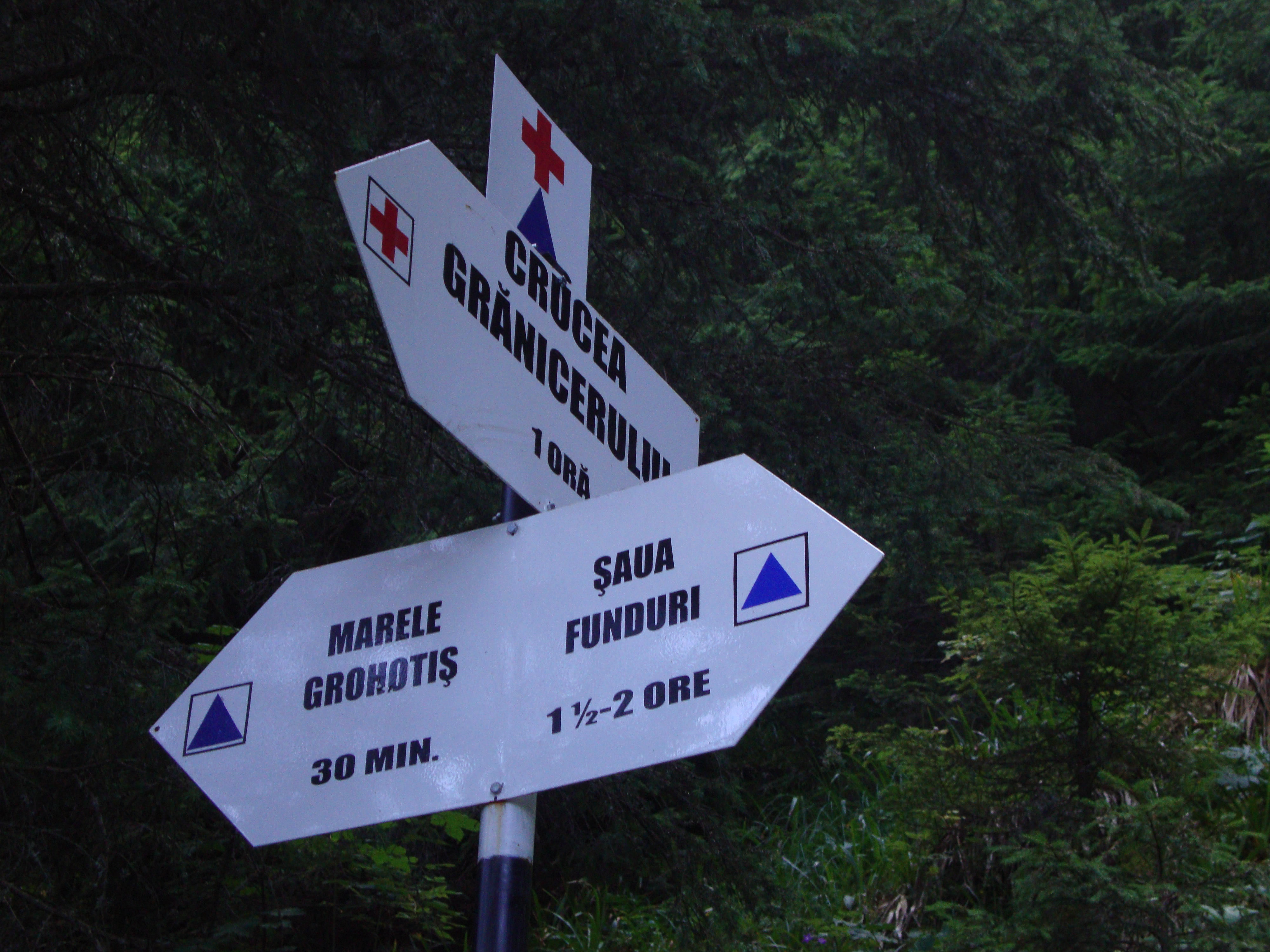
Wegwijzers
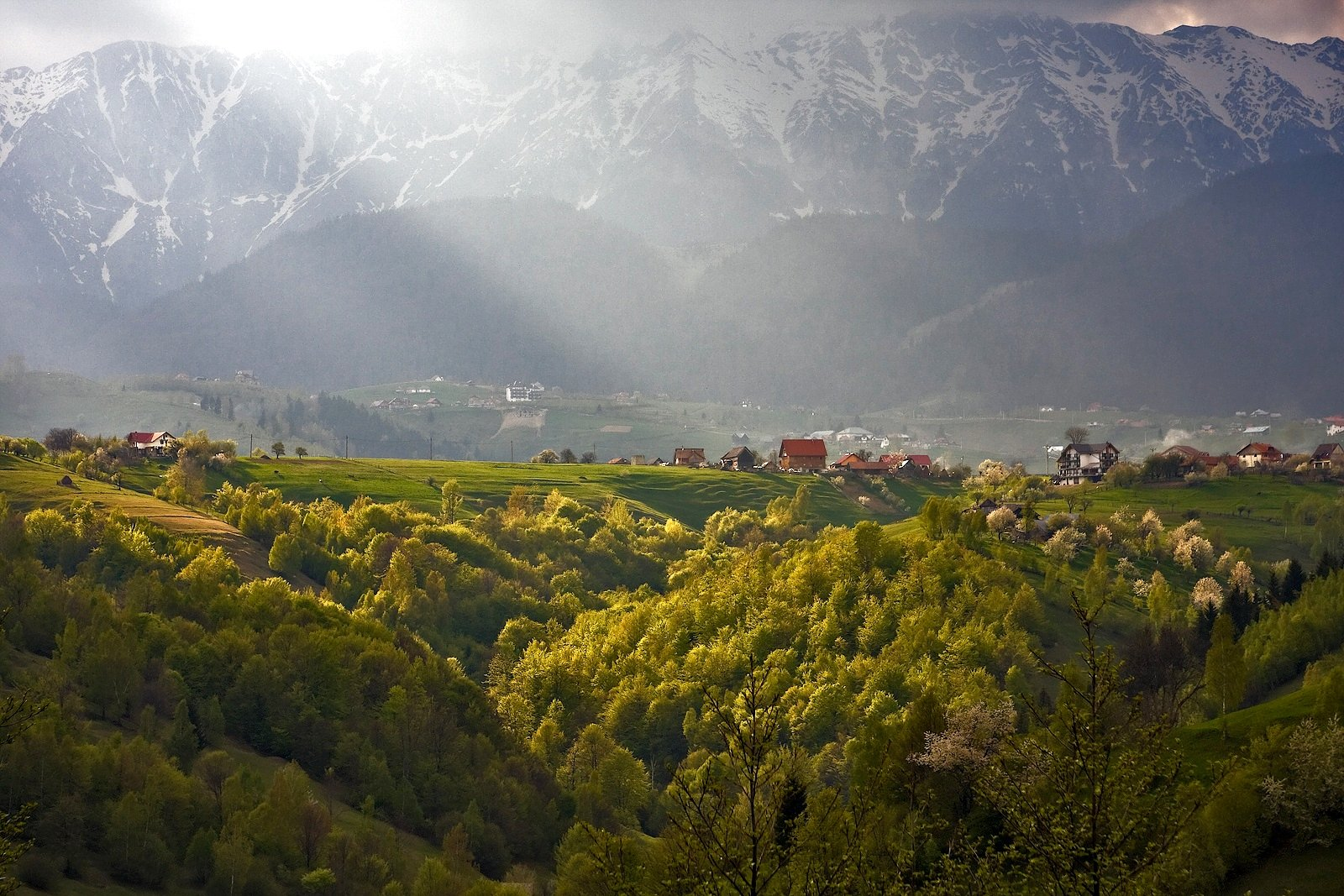
Piatra Craiului